# The Formation of Damnation
The Formation of Damnation – dziewiąty album studyjny amerykańskiej grupy muzycznej Testament. Wydawnictwo ukazało się 29 kwietnia 2008 roku nakładem wytwórni muzycznej Nuclear Blast. Nagrania dotarły do 59. miejsca listy Billboard 200 w Stanach Zjednoczonych sprzedając się w nakładzie 11 tys. egzemplarzy w przeciągu tygodnia od dnia premiery. Materiał był promowany teledyskiem do utworu „More Than Meets the Eye”, który wyreżyserował Kevin Custer.

## Lista utworów
Opracowano na podstawie materiału źródłowego.
| Nr  | Tytuł utworu                  | Autorzy                    | Długość |
| --- | ----------------------------- | -------------------------- | ------- |
| 1.  | „For the Glory of...”         | Billy                      | 1:12    |
| 2.  | „More Than Meets the Eye”     | Billy, Peterson            | 4:31    |
| 3.  | „The Evil Has Landed”         | Billy, Peterson            | 4:44    |
| 4.  | „The Formation of Damnation”  | Billy, Peterson            | 5:10    |
| 5.  | „Dangers of the Faithless”    | Billy, Peterson, Skolnick  | 5:47    |
| 6.  | „The Persecuted Won't Forget” | Billy, Peterson            | 5:49    |
| 7.  | „Henchman Ride”               | Billy, Peterson            | 4:00    |
| 8.  | „Killing Season”              | Billy, Peterson            | 4:52    |
| 9.  | „Afterlife”                   | Billy, Peterson            | 4:13    |
| 10. | „F.E.A.R.”                    | Skolnick                   | 4:46    |
| 11. | „Leave Me Forever”            | Billy, Christian, Peterson | 4:28    |
|     |                               |                            | 49:32   |

## Twórcy
Opracowano na podstawie materiału źródłowego.
| Zespół Testament w składzie - Chuck Billy – śpiew, współproducent - Eric Peterson – gitara elektryczna, współproducent, koncepcja oprawy graficznej - Alex Skolnick – gitara elektryczna - Greg Christian – gitara basowa - Paul Bostaph – perkusja |  | Inni - Andy Sneap – inżynieria dźwięku, miksowanie - Eliran Kantor – oprawa graficzna, ilustracje - Vincent Wojno – inżynieria dźwięku |

## Notowania
| Lista                   | Kraj              | Pozycja |
| ----------------------- | ----------------- | ------- |
| Ö3 Austria Top 40       | Austria           | 23      |
| Suomen virallinen lista | Finlandia         | 12      |
| Media Control Charts    | Niemcy            | 15      |
| Billboard 200           | Stany Zjednoczone | 59      |
| Schweizer Hitparade     | Szwajcaria        | 33      |